# Akademie Šiauliai der Universität Vilnius

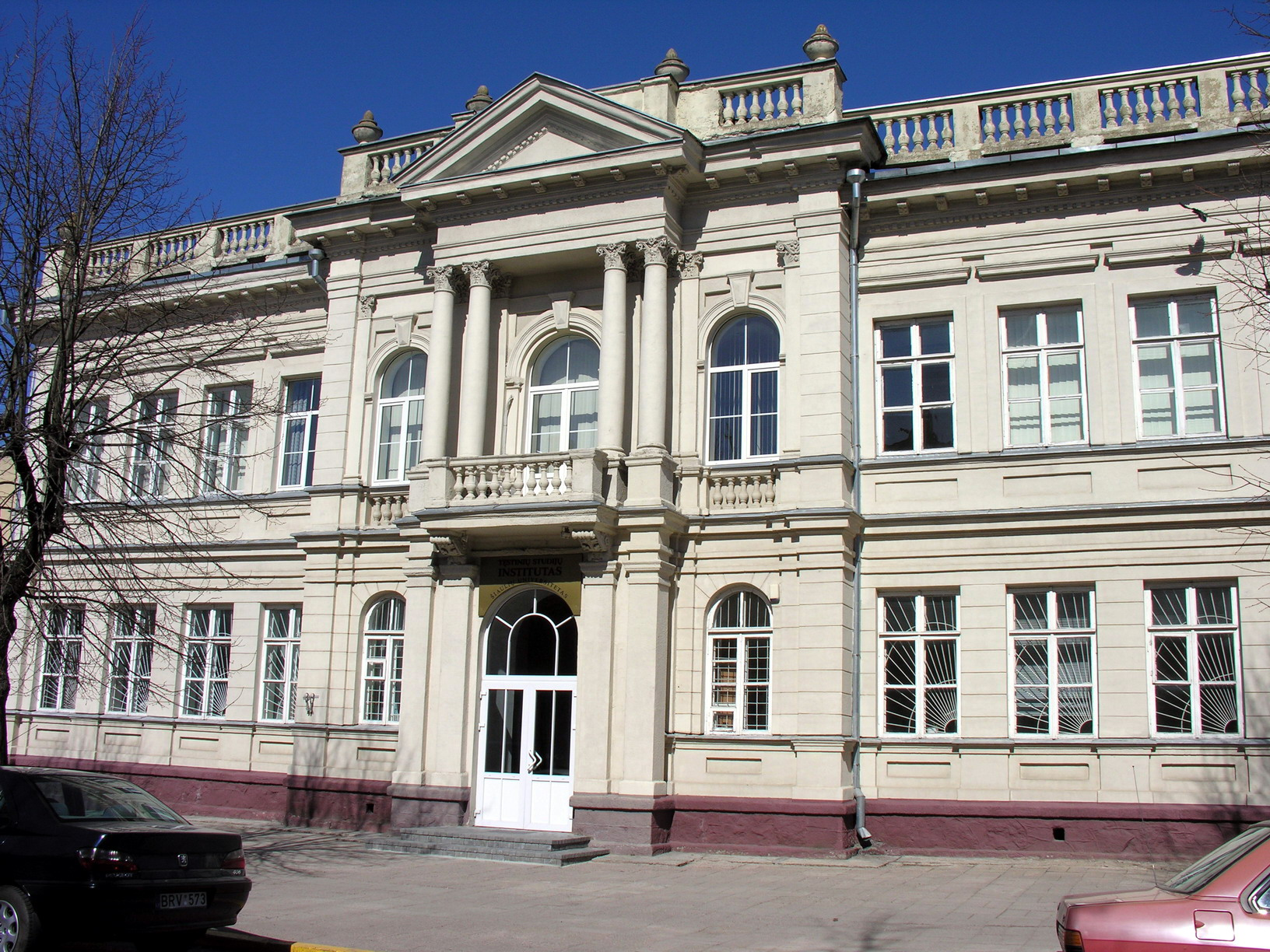
Sitz

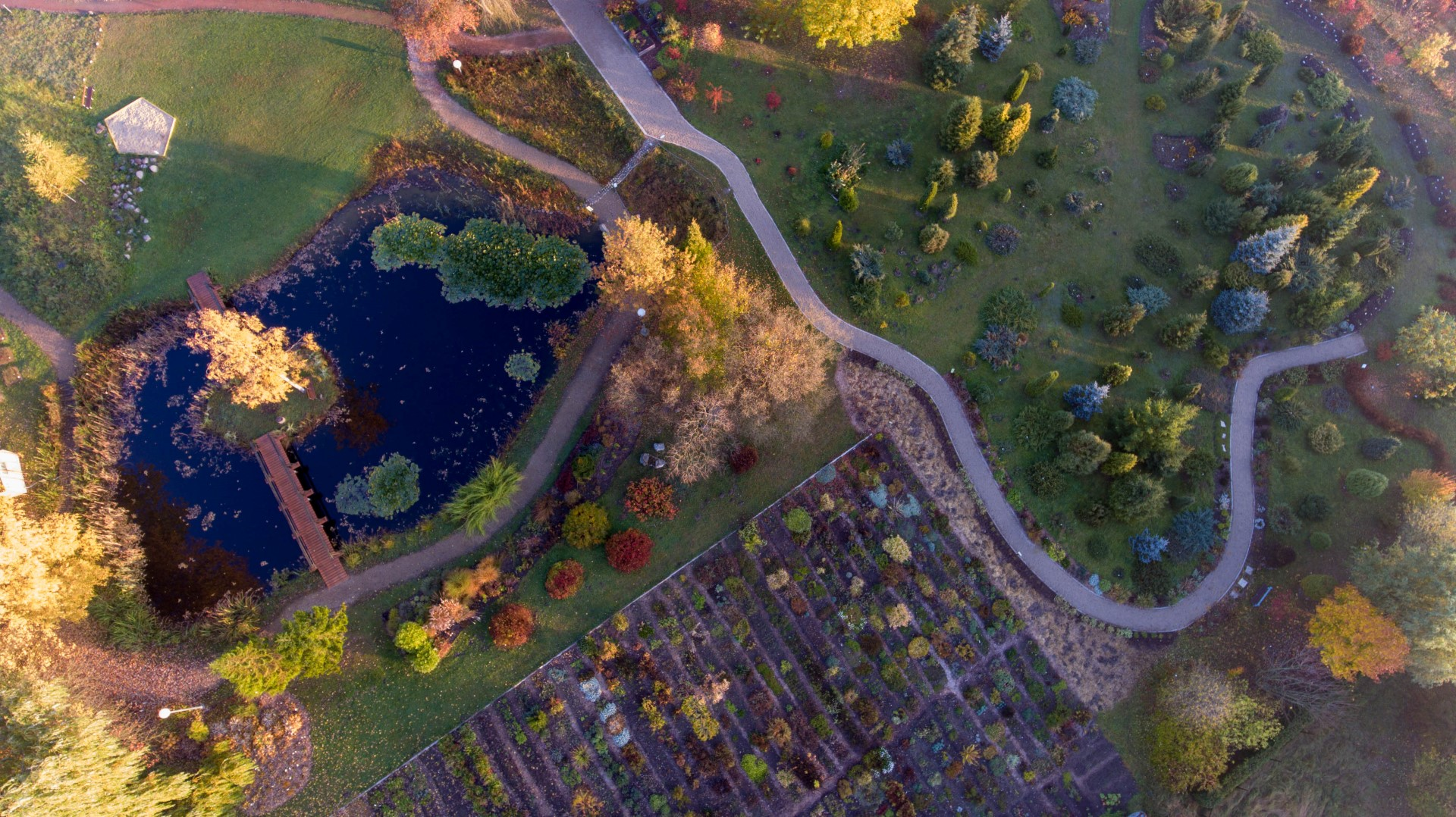
Botanischer Garten

Die Akademie Šiauliai der Universität Vilnius (Lit. Vilniaus universiteto Šiaulių akademija) ist eine Abteilung der staatlichen Universität Vilnius mit Sitz in der litauischen Großstadt Šiauliai.

## Geschichte
Die Akademie Šiauliai  geht in ihrem Ursprung jedoch auf das 1948 gegründete Pädagogische Institut Šiauliai zurück. Es wurde 1997 als Universität anerkannt. 2021 wurde sie zur Abteilung der Universität Vilnius.

## Struktur

### Institute
Die Akademie Šiauliai hat drei akademische Zweigstellen:
- Institut für Edukologie;
- Institut für regionale Entwicklung
- Zentrum für lebenslanges Lernen.

Die Akademie Šiauliai beherbergt auch den Botanischen Garten und das Informationszentrum der Akademie Šiauliai der Universitätsbibliothek Vilnius.

### Fakultäten
Die Universität Šiauliai gliederte sich früher in 8 Fakultäten:
- Erziehungswissenschaftliche Fakultät
- Naturwissenschaftliche Fakultät
- Humanwissenschaftliche Fakultät (mit dem Institut für Europäische Studien)
- Mathematik- und Informatikfakultät
- Bildende Kunst
- Sozialwissenschaftliche Fakultät
- Soziale Wohlfahrt und Disability Studies
- Ingenieurswissenschaftliche Fakultät